# Apolemichthys xanthopunctatus
Apolemichthys xanthopunctatus е вид лъчеперка от семейство Pomacanthidae. Видът е незастрашен от изчезване.

## Разпространение и местообитание
Разпространен е в Кирибати, Малки далечни острови на САЩ (Лайн, Остров Бейкър и Хауленд), Маршалови острови, Микронезия и Науру.
Среща се на дълбочина от 3 до 27 m, при температура на водата от 27,4 до 29,3 °C и соленост 34,3 – 35,3 ‰.

## Описание
На дължина достигат до 25 cm.
Популацията на вида е стабилна.